# Lista de países por Índice de Desenvolvimento Humano (2007)
| acima de 0,950 0,900–0,949 0,850–0,899 0,800–0,849 0,750–0,799 | 0,700–0,749 0,650–0,699 0,600–0,649 0,550–0,599 0,500–0,549 | 0,450–0,499 0,400–0,449 0,350–0,399 abaixo de 0,350 sem dados |

Mapa-múndi indicando o Índice de Desenvolvimento Humano (2007)
(Mapa para daltônicos) Problemas de visão com o verde e vermelho.

Esta é uma lista de países ordenada por Índice de Desenvolvimento Humano como incluída no Relatório de Desenvolvimento Humano 2007/2008 do Programa das Nações Unidas para o Desenvolvimento, compilado com base em dados de 2005 e publicada no dia 27 de Novembro de 2007. Cobre 177 estados-membros da ONU (de 192), junto com: Hong Kong (RAE da China) e territórios palestinos. Quinze países-membros da ONU não são incluídos devido à falta de dados. Também não são incluídos os países não-membros. Os IDHs médios dos continentes, regiões e grupos de países são incluídos igualmente para comparação.
Os países são dividos em três grandes categorias baseadas em seu IDH: elevado, médio e baixo desenvolvimento humano.
A Islândia, seguida pela Noruega e pela Austrália, continuou no topo da lista. Serra Leoa, Burquina Fasso e Guiné-Bissau são os três últimos e apresentam os piores índices de desenvolvimento humano.

## Lista completa dos países
- = aumento nos dados de 2005 (publicados em 2007) - comparado aos dados de 2004 (publicados em 2006).
- = dados de 2005 (publicados em 2007) permaneceram os mesmos que os dados de 2004 (publicados em 2006).
- = diminuição nos dados de 2005 (publicados em 2007) - comparado aos dados de 2004 (publicados em 2006).
- Os valores similares do IDH na lista atual não conduzem a relações classificatórias, já que o Ranking do IDH é realmente determinado usando valores do IDH ao sexto ponto decimal.

### Elevado
| Posição                            | Posição                                                | País           | IDH em 2005 (publicado em 2007) |
| Dados de 2005 (publicados em 2007) | Mudança comparada a dados de 2004 (publicados em 2006) | País           | IDH em 2005 (publicado em 2007) |
| ---------------------------------- | ------------------------------------------------------ | -------------- | ------------------------------- |
| 1                                  | (1)                                                    | Islândia       | 0,968                           |
| 2                                  | (1)                                                    | Noruega        | 0,968                           |
| 3                                  | (0)                                                    | Austrália      | 0,962                           |
| 4                                  | (2)                                                    | Canadá         | 0,961                           |
| 5                                  | (1)                                                    | Irlanda        | 0,959                           |
| 6                                  | (1)                                                    | Suécia         | 0,956                           |
| 7                                  | (2)                                                    | Suíça          | 0,955                           |
| 8                                  | (1)                                                    | Japão          | 0,953                           |
| 9                                  | (1)                                                    | Países Baixos  | 0,953                           |
| 10                                 | (6)                                                    | França         | 0,952                           |
| 11                                 | (0)                                                    | Finlândia      | 0,952                           |
| 12                                 | (4)                                                    | Estados Unidos | 0,951                           |
| 13                                 | (6)                                                    | Espanha        | 0,949                           |
| 14                                 | (1)                                                    | Dinamarca      | 0,949                           |
| 15                                 | (1)                                                    | Áustria        | 0,948                           |
| 16                                 | (2)                                                    | Reino Unido    | 0,946                           |
| 17                                 | (4)                                                    | Bélgica        | 0,946                           |
| 18                                 | (6)                                                    | Luxemburgo     | 0,944                           |
| 19                                 | (1)                                                    | Nova Zelândia  | 0,943                           |
| 20                                 | (3)                                                    | Itália         | 0,941                           |
| 21                                 | (1)                                                    | Hong Kong      | 0,937                           |
| 22                                 | (1)                                                    | Alemanha       | 0,935                           |
| 23                                 | (0)                                                    | Israel         | 0,932                           |
| 24                                 | (0)                                                    | Grécia         | 0,926                           |
| 25                                 | (0)                                                    | Singapura      | 0,922                           |
| 26                                 | (0)                                                    | Coreia do Sul  | 0,921                           |
| 27                                 | (0)                                                    | Eslovênia      | 0,917                           |
| 28                                 | (1)                                                    | Chipre         | 0,903                           |
| 29                                 | (1)                                                    | Portugal       | 0,897                           |
| 30                                 | (4)                                                    | Brunei         | 0,894                           |
| 31                                 | (0)                                                    | Barbados       | 0,892                           |
| 32                                 | (2)                                                    | Chéquia        | 0,891                           |
| 33                                 | (0)                                                    | Kuwait         | 0,891                           |
| 34                                 | (2)                                                    | Malta          | 0,878                           |
| 35                                 | (11)                                                   | Catar          | 0,875                           |

| Posição                            | Posição                                                | País                   | IDH em 2005 (publicado em 2007) |
| Dados de 2005 (publicados em 2007) | Mudança comparada a dados de 2004 (publicados em 2006) | País                   | IDH em 2005 (publicado em 2007) |
| ---------------------------------- | ------------------------------------------------------ | ---------------------- | ------------------------------- |
| 36                                 | (1)                                                    | Hungria                | 0,874                           |
| 37                                 | (0)                                                    | Polónia                | 0,870                           |
| 38                                 | (2)                                                    | Argentina              | 0,869                           |
| 39                                 | (10)                                                   | Emirados Árabes Unidos | 0,868                           |
| 40                                 | (2)                                                    | Chile                  | 0,867                           |
| 41                                 | (2)                                                    | Bahrein                | 0,866                           |
| 42                                 | (0)                                                    | Eslováquia             | 0,863                           |
| 43                                 | (2)                                                    | Lituânia               | 0,862                           |
| 44                                 | (4)                                                    | Estónia                | 0,860                           |
| 45                                 | (0)                                                    | Letônia                | 0,855                           |
| 46                                 | (3)                                                    | Uruguai                | 0,852                           |
| 47                                 | (3)                                                    | Croácia                | 0,850                           |
| 48                                 | (0)                                                    | Costa Rica             | 0,846                           |
| 49                                 | (3)                                                    | Bahamas                | 0,845                           |
| 50                                 | (3)                                                    | Seicheles              | 0,843                           |
| 51                                 | (1)                                                    | Cuba                   | 0,838                           |
| 52                                 | (1)                                                    | México                 | 0,829                           |
| 53                                 | (1)                                                    | Bulgária               | 0,824                           |
| 54                                 | (3)                                                    | São Cristóvão e Neves  | 0,821                           |
| 55                                 | (0)                                                    | Tonga                  | 0,819                           |
| 56                                 | (8)                                                    | Líbia                  | 0,818                           |
| 57                                 | (2)                                                    | Antígua e Barbuda      | 0,815                           |
| 58                                 | (2)                                                    | Omã                    | 0,814                           |
| 59                                 | (2)                                                    | Trinidad e Tobago      | 0,814                           |
| 60                                 | (0)                                                    | Roménia                | 0,813                           |
| 61                                 | (15)                                                   | Arábia Saudita         | 0,812                           |
| 62                                 | (4)                                                    | Panamá                 | 0,812                           |
| 63                                 | (2)                                                    | Malásia                | 0,811                           |
| 64                                 | (3)                                                    | Bielorrússia           | 0,804                           |
| 65                                 | (2)                                                    | Ilhas Maurícias        | 0,804                           |
| 66                                 | (4)                                                    | Bósnia e Herzegovina   | 0,803                           |
| 67                                 | (2)                                                    | Rússia                 | 0,802                           |
| 68                                 | (5)                                                    | Albânia                | 0,801                           |
| 69                                 | (3)                                                    | Macedônia do Norte     | 0,801                           |
| 70                                 | (1)                                                    | Brasil                 | 0,800                           |

### Médio
| Posição                            | Posição                                                | País                     | IDH em 2005 (publicado em 2007) |
| Dados de 2005 (publicados em 2007) | Mudança comparada a dados de 2004 (publicados em 2006) | País                     | IDH em 2005 (publicado em 2007) |
| ---------------------------------- | ------------------------------------------------------ | ------------------------ | ------------------------------- |
| 71                                 | (3)                                                    | Dominica                 | 0,798                           |
| 72                                 | (1)                                                    | Santa Lúcia              | 0,795                           |
| 73                                 | (6)                                                    | Cazaquistão              | 0,794                           |
| 74                                 | (2)                                                    | Venezuela                | 0,792                           |
| 75                                 | (5)                                                    | Colômbia                 | 0,791                           |
| 76                                 | (1)                                                    | Ucrânia                  | 0,788                           |
| 77                                 | (2)                                                    | Samoa                    | 0,785                           |
| 78                                 | (4)                                                    | Tailândia                | 0,781                           |
| 79                                 | (15)                                                   | República Dominicana     | 0,779                           |
| 80                                 | (15)                                                   | Belize                   | 0,778                           |
| 81                                 | (0)                                                    | China                    | 0,777                           |
| 82                                 | (3)                                                    | Granada                  | 0,777                           |
| 83                                 | (3)                                                    | Armênia                  | 0,775                           |
| 84                                 | (8)                                                    | Turquia                  | 0,775                           |
| 85                                 | (4)                                                    | Suriname                 | 0,774                           |
| 86                                 | (0)                                                    | Jordânia                 | 0,773                           |
| 87                                 | (5)                                                    | Peru                     | 0,773                           |
| 88                                 | (10)                                                   | Líbano                   | 0,772                           |
| 89                                 | (6)                                                    | Equador                  | 0,772                           |
| 90                                 | (6)                                                    | Filipinas                | 0,771                           |
| 91                                 | (4)                                                    | Tunísia                  | 0,766                           |
| 92                                 | (2)                                                    | Fiji                     | 0,762                           |
| 93                                 | (5)                                                    | São Vicente e Granadinas | 0,761                           |
| 94                                 | (2)                                                    | Irão                     | 0,759                           |
| 95                                 | (4)                                                    | Paraguai                 | 0,755                           |
| 96                                 | (1)                                                    | Geórgia                  | 0,754                           |
| 97                                 | (6)                                                    | Guiana                   | 0,750                           |
| 98                                 | (1)                                                    | Azerbaijão               | 0,746                           |
| 99                                 | (6)                                                    | Sri Lanka                | 0,743                           |
| 100                                | (2)                                                    | Maldivas                 | 0,741                           |
| 101                                | (3)                                                    | Jamaica                  | 0,736                           |
| 102                                | (4)                                                    | Cabo Verde               | 0,736                           |
| 103                                | (2)                                                    | El Salvador              | 0,735                           |
| 104                                | (2)                                                    | Argélia                  | 0,733                           |
| 105                                | (4)                                                    | Vietname                 | 0,733                           |
| 106                                | (6)                                                    | Palestina                | 0,731                           |
| 107                                | (1)                                                    | Indonésia                | 0,728                           |
| 108                                | (1)                                                    | Síria                    | 0,724                           |
| 109                                | (4)                                                    | Turquemenistão           | 0,713                           |
| 110                                | (2)                                                    | Nicarágua                | 0,710                           |
| 111                                | (3)                                                    | Moldávia                 | 0,708                           |
| 112                                | (1)                                                    | Egito                    | 0,708                           |
| 113                                | (0)                                                    | Uzbequistão              | 0,702                           |

| Posição                            | Posição                                                | País                | IDH em 2005 (publicado em 2007) |
| Dados de 2005 (publicados em 2007) | Mudança comparada a dados de 2004 (publicados em 2006) | País                | IDH em 2005 (publicado em 2007) |
| ---------------------------------- | ------------------------------------------------------ | ------------------- | ------------------------------- |
| 114                                | (2)                                                    | Mongólia            | 0,700                           |
| 115                                | (2)                                                    | Honduras            | 0,700                           |
| 116                                | (6)                                                    | Quirguistão         | 0,696                           |
| 117                                | (2)                                                    | Bolívia             | 0,695                           |
| 118                                | (0)                                                    | Guatemala           | 0,689                           |
| 119                                | (5)                                                    | Gabão               | 0,677                           |
| 120                                | (1)                                                    | Vanuatu             | 0,674                           |
| 121                                | (0)                                                    | África do Sul       | 0,674                           |
| 122                                | (0)                                                    | Tajiquistão         | 0,673                           |
| 123                                | (4)                                                    | São Tomé e Príncipe | 0,654                           |
| 124                                | (7)                                                    | Botswana            | 0,654                           |
| 125                                | (0)                                                    | Namíbia             | 0,650                           |
| 126                                | (3)                                                    | Marrocos            | 0,646                           |
| 127                                | (7)                                                    | Guiné Equatorial    | 0,642                           |
| 128                                | (2)                                                    | Índia               | 0,619                           |
| 129                                | (1)                                                    | Ilhas Salomão       | 0,602                           |
| 130                                | (3)                                                    | Laos                | 0,601                           |
| 131                                | (2)                                                    | Camboja             | 0,598                           |
| 132                                | (2)                                                    | Myanmar             | 0,583                           |
| 133                                | (2)                                                    | Butão               | 0,579                           |
| 134                                | (2)                                                    | Comores             | 0,561                           |
| 135                                | (1)                                                    | Gana                | 0,553                           |
| 136                                | (2)                                                    | Paquistão           | 0,551                           |
| 137                                | (16)                                                   | Mauritânia          | 0,550                           |
| 138                                | (11)                                                   | Lesoto              | 0,549                           |
| 139                                | (1)                                                    | República do Congo  | 0,548                           |
| 140                                | (3)                                                    | Bangladesh          | 0,547                           |
| 141                                | (5)                                                    | Essuatíni           | 0,547                           |
| 142                                | (4)                                                    | Nepal               | 0,534                           |
| 143                                | (0)                                                    | Madagáscar          | 0,533                           |
| 144                                | (0)                                                    | Camarões            | 0,532                           |
| 145                                | (6)                                                    | Papua-Nova Guiné    | 0,530                           |
| 146                                | (8)                                                    | Haiti               | 0,529                           |
| 147                                | (6)                                                    | Sudão               | 0,526                           |
| 148                                | (4)                                                    | Quênia              | 0,521                           |
| 149                                | (1)                                                    | Djibuti             | 0,516                           |
| 150                                | (8)                                                    | Timor-Leste         | 0,514                           |
| 151                                | (0)                                                    | Zimbabwe            | 0,513                           |
| 152                                | (5)                                                    | Togo                | 0,512                           |
| 153                                | (3)                                                    | Iêmen               | 0,508                           |
| 154                                | (9)                                                    | Uganda              | 0,505                           |
| 155                                | (0)                                                    | Gâmbia              | 0,502                           |

### Baixo
| Posição                            | Posição                                                | País            | IDH em 2005 (publicado em 2007) |
| Dados de 2005 (publicados em 2007) | Mudança comparada a dados de 2004 (publicados em 2006) | País            | IDH em 2005 (publicado em 2007) |
| ---------------------------------- | ------------------------------------------------------ | --------------- | ------------------------------- |
| 156                                | (0)                                                    | Senegal         | 0,499                           |
| 157                                | (0)                                                    | Eritreia        | 0,483                           |
| 158                                | (1)                                                    | Nigéria         | 0,470                           |
| 159                                | (3)                                                    | Tanzânia        | 0,467                           |
| 160                                | (0)                                                    | Guiné           | 0,456                           |
| 161                                | (3)                                                    | Ruanda          | 0,452                           |
| 162                                | (1)                                                    | Angola          | 0,446                           |
| 163                                | (0)                                                    | Benim           | 0,437                           |
| 164                                | (2)                                                    | Malawi          | 0,437                           |
| 165                                | (0)                                                    | Zâmbia          | 0,434                           |
| 166                                | (2)                                                    | Costa do Marfim | 0,432                           |

| Posição                            | Posição                                                | País                           | IDH em 2005 (publicado em 2007) |
| Dados de 2005 (publicados em 2007) | Mudança comparada a dados de 2004 (publicados em 2006) | País                           | IDH em 2005 (publicado em 2007) |
| ---------------------------------- | ------------------------------------------------------ | ------------------------------ | ------------------------------- |
| 167                                | (2)                                                    | Burundi                        | 0,413                           |
| 168                                | (1)                                                    | República Democrática do Congo | 0,411                           |
| 169                                | (1)                                                    | Etiópia                        | 0,406                           |
| 170                                | (1)                                                    | Chade                          | 0,388                           |
| 171                                | (1)                                                    | República Centro-Africana      | 0,384                           |
| 172                                | (4)                                                    | Moçambique                     | 0,384                           |
| 173                                | (2)                                                    | Mali                           | 0,380                           |
| 174                                | (3)                                                    | Níger                          | 0,374                           |
| 175                                | (2)                                                    | Guiné-Bissau                   | 0,374                           |
| 176                                | (2)                                                    | Burquina Fasso                 | 0,370                           |
| 177                                | (1)                                                    | Serra Leoa                     | 0,336                           |

### Não calculado pela ONU
| País       | IDH   | Ano de publicação                          |
| ---------- | ----- | ------------------------------------------ |
| Taiwan     | 0,925 | 2006 (compilado com base em dados de 2004) |
| Macau      | 0,909 | 2006 (compilado com base em dados de 2004) |
| Montenegro | 0,799 | 2005 (compilado com base em dados de 2004) |

## Lista de países por continentes

### Américas
| Posição                            | Posição                                                | País           | IDH em 2005 (publicado em 2007) |
| Dados de 2005 (publicados em 2007) | Mudança comparada a dados de 2004 (publicados em 2006) | País           | IDH em 2005 (publicado em 2007) |
| Elevado                            | Elevado                                                | Elevado        | Elevado                         |
| ---------------------------------- | ------------------------------------------------------ | -------------- | ------------------------------- |
| 1                                  | (0)                                                    | Canadá         | 0,961                           |
| 2                                  | (0)                                                    | Estados Unidos | 0,951                           |
| 3                                  | (0)                                                    | Barbados       | 0,892                           |
| 4                                  | (0)                                                    | Argentina      | 0,869                           |
| 5                                  | (0)                                                    | Chile          | 0,867                           |
| 6                                  | (0)                                                    | Uruguai        | 0,852                           |
| 7                                  | (0)                                                    | Costa Rica     | 0,846                           |
| 8                                  | (2)                                                    | Bahamas        | 0,845                           |
| 9                                  | (1)                                                    | Cuba           | 0,838                           |
| 10                                 | (1)                                                    | México         | 0,829                           |

| Posição                            | Posição                                                | País                     | IDH em 2005 (publicado em 2007) |
| Dados de 2005 (publicados em 2007) | Mudança comparada a dados de 2004 (publicados em 2006) | País                     | IDH em 2005 (publicado em 2007) |
| Médio                              | Médio                                                  | Médio                    | Médio                           |
| ---------------------------------- | ------------------------------------------------------ | ------------------------ | ------------------------------- |
| 1                                  | (0)                                                    | Haiti                    | 0,529                           |
| 2                                  | (0)                                                    | Guatemala                | 0,689                           |
| 3                                  | (1)                                                    | Bolívia                  | 0,695                           |
| 4                                  | (1)                                                    | Honduras                 | 0,700                           |
| 5                                  | (0)                                                    | Nicarágua                | 0,710                           |
| 6                                  | (2)                                                    | El Salvador              | 0,735                           |
| 7                                  | (1)                                                    | Jamaica                  | 0,736                           |
| 8                                  | (1)                                                    | Guiana                   | 0,750                           |
| 9                                  | (2)                                                    | Paraguai                 | 0,755                           |
| 10                                 | (2)                                                    | São Vicente e Granadinas | 0,761                           |

### África
| Posição                            | Posição                                                | País                | IDH em 2005 (publicado em 2007) |
| Dados de 2005 (publicados em 2007) | Mudança comparada a dados de 2004 (publicados em 2006) | País                | IDH em 2005 (publicado em 2007) |
| Elevado                            | Elevado                                                | Elevado             | Elevado                         |
| ---------------------------------- | ------------------------------------------------------ | ------------------- | ------------------------------- |
| 1                                  | (0)                                                    | Seicheles           | 0,843                           |
| 2                                  | (1)                                                    | Líbia               | 0,818                           |
| 3                                  | (1)                                                    | Ilhas Maurícias     | 0,804                           |
| Médio                              |                                                        |                     |                                 |
| 4                                  | (0)                                                    | Tunísia             | 0,766                           |
| 5                                  | (1)                                                    | Cabo Verde          | 0,736                           |
| 6                                  | (1)                                                    | Argélia             | 0,733                           |
| 7                                  | (0)                                                    | Egito               | 0,708                           |
| 8                                  | (3)                                                    | Gabão               | 0,677                           |
| 9                                  | (0)                                                    | África do Sul       | 0,674                           |
| 10                                 | (3)                                                    | São Tomé e Príncipe | 0,654                           |

| Posição                            | Posição                                                | País                           | IDH em 2005 (publicado em 2007) |
| Dados de 2005 (publicados em 2007) | Mudança comparada a dados de 2004 (publicados em 2006) | País                           | IDH em 2005 (publicado em 2007) |
| Baixo                              | Baixo                                                  | Baixo                          | Baixo                           |
| ---------------------------------- | ------------------------------------------------------ | ------------------------------ | ------------------------------- |
| 1                                  | (1)                                                    | Serra Leoa                     | 0,336                           |
| 2                                  | (2)                                                    | Burquina Fasso                 | 0,370                           |
| 3                                  | (2)                                                    | Guiné-Bissau                   | 0,374                           |
| 4                                  | (3)                                                    | Níger                          | 0,374                           |
| 5                                  | (2)                                                    | Mali                           | 0,380                           |
| 6                                  | (4)                                                    | Moçambique                     | 0,384                           |
| 7                                  | (1)                                                    | República Centro-Africana      | 0,384                           |
| 8                                  | (1)                                                    | Chade                          | 0,388                           |
| 9                                  | (1)                                                    | Etiópia                        | 0,406                           |
| 10                                 | (1)                                                    | República Democrática do Congo | 0,411                           |

### Ásia e Pacífico
| Posição                            | Posição                                                | País          | IDH em 2005 (publicado em 2007) |
| Dados de 2005 (publicados em 2007) | Mudança comparada a dados de 2004 (publicados em 2006) | País          | IDH em 2005 (publicado em 2007) |
| Elevado                            | Elevado                                                | Elevado       | Elevado                         |
| ---------------------------------- | ------------------------------------------------------ | ------------- | ------------------------------- |
| 1                                  | (0)                                                    | Austrália     | 0,962                           |
| 2                                  | (0)                                                    | Japão         | 0,953                           |
| 3                                  | (0)                                                    | Nova Zelândia | 0,943                           |
| 4                                  | (0)                                                    | Hong Kong     | 0,937                           |
| 5                                  | (0)                                                    | Israel        | 0,932                           |
| 6                                  | (0)                                                    | Singapura     | 0,922                           |
| 7                                  | (0)                                                    | Coreia do Sul | 0,921                           |
| 8                                  | (1)                                                    | Brunei        | 0,894                           |
| 9                                  | (1)                                                    | Kuwait        | 0,891                           |
| 10                                 | (4)                                                    | Catar         | 0,875                           |

| Posição                            | Posição                                                | País             | IDH em 2005 (publicado em 2007) |
| Dados de 2005 (publicados em 2007) | Mudança comparada a dados de 2004 (publicados em 2006) | País             | IDH em 2005 (publicado em 2007) |
| Médio                              | Médio                                                  | Médio            | Médio                           |
| ---------------------------------- | ------------------------------------------------------ | ---------------- | ------------------------------- |
| 1                                  | (0)                                                    | Iêmen            | 0,508                           |
| 2                                  | (0)                                                    | Timor-Leste      | 0,514                           |
| 3                                  | (0)                                                    | Papua-Nova Guiné | 0,530                           |
| 4                                  | (0)                                                    | Nepal            | 0,534                           |
| 5                                  | (0)                                                    | Bangladesh       | 0,547                           |
| 6                                  | (1)                                                    | Paquistão        | 0,551                           |
| 7                                  | (1)                                                    | Butão            | 0,579                           |
| 8                                  | (1)                                                    | Myanmar          | 0,583                           |
| 9                                  | (1)                                                    | Camboja          | 0,598                           |
| 10                                 | (2)                                                    | Laos             | 0,601                           |

### Europa
| Posição                            | Posição                                                | País          | IDH em 2005 (publicado em 2007) |
| Dados de 2005 (publicados em 2007) | Mudança comparada a dados de 2004 (publicados em 2006) | País          | IDH em 2005 (publicado em 2007) |
| Elevado                            | Elevado                                                | Elevado       | Elevado                         |
| ---------------------------------- | ------------------------------------------------------ | ------------- | ------------------------------- |
| 1                                  | (1)                                                    | Islândia      | 0,968                           |
| 2                                  | (1)                                                    | Noruega       | 0,968                           |
| 3                                  | (0)                                                    | Irlanda       | 0,959                           |
| 4                                  | (0)                                                    | Suécia        | 0,956                           |
| 5                                  | (0)                                                    | Suíça         | 0,955                           |
| 6                                  | (0)                                                    | Países Baixos | 0,953                           |
| 7                                  | (5)                                                    | França        | 0,952                           |
| 8                                  | (1)                                                    | Finlândia     | 0,952                           |
| 9                                  | (6)                                                    | Espanha       | 0,949                           |
| 10                                 | (1)                                                    | Dinamarca     | 0,949                           |

| Posição                            | Posição                                                | País                 | IDH em 2005 (publicado em 2007) |
| Dados de 2005 (publicados em 2007) | Mudança comparada a dados de 2004 (publicados em 2006) | País                 | IDH em 2005 (publicado em 2007) |
| Médio                              | Médio                                                  | Médio                | Médio                           |
| ---------------------------------- | ------------------------------------------------------ | -------------------- | ------------------------------- |
| 1                                  | (0)                                                    | Moldávia             | 0,708                           |
| 2                                  | (0)                                                    | Ucrânia              | 0,788                           |
| Elevado                            |                                                        |                      |                                 |
| 3                                  | (2)                                                    | Macedônia do Norte   | 0,801                           |
| 4                                  | (1)                                                    | Albânia              | 0,801                           |
| 5                                  | (2)                                                    | Bósnia e Herzegovina | 0,803                           |
| 6                                  | (2)                                                    | Bielorrússia         | 0,804                           |
| 7                                  | (1)                                                    | Roménia              | 0,813                           |
| 8                                  | (1)                                                    | Bulgária             | 0,824                           |
| 9                                  | (2)                                                    | Croácia              | 0,850                           |
| 10                                 | (0)                                                    | Letônia              | 0,855                           |

## IDH por Regiões e Grupos
| Posição                            | Posição                                                | Região ou Grupo                   | IDH em 2005 (publicado em 2007) |
| Dados de 2005 (publicados em 2007) | Mudança comparada a dados de 2004 (publicados em 2006) | Região ou Grupo                   | IDH em 2005 (publicado em 2007) |
| Elevado                            | Elevado                                                | Elevado                           | Elevado                         |
| ---------------------------------- | ------------------------------------------------------ | --------------------------------- | ------------------------------- |
| 1                                  | (0)                                                    | OECD                              | 0,916                           |
| 2                                  | (0)                                                    | Europa Central, Ocidental e a CEI | 0,808                           |
| 3                                  | (0)                                                    | América Latina e Caribe           | 0,803                           |
| Médio                              |                                                        |                                   |                                 |
| 4                                  | (0)                                                    | Leste Asiático e Pacífico         | 0,771                           |
| -                                  | -                                                      | Mundo                             | 0,743                           |
| 5                                  | (0)                                                    | Estados árabes                    | 0,699                           |
| 6                                  | (0)                                                    | Países em desenvolvimento         | 0,691                           |
| 7                                  | (0)                                                    | Ásia meridional                   | 0,611                           |
| Baixo                              |                                                        |                                   |                                 |
| 8                                  | (0)                                                    | África subsahariana               | 0,493                           |
| 9                                  | (0)                                                    | Países subdesenvolvidos           | 0,488                           |

| Posição                            | Posição                                                | Grupo                          | IDH em 2005 (publicado em 2007) |
| Dados de 2005 (publicados em 2007) | Mudança comparada a dados de 2004 (publicados em 2006) | Grupo                          | IDH em 2005 (publicado em 2007) |
| ---------------------------------- | ------------------------------------------------------ | ------------------------------ | ------------------------------- |
| -                                  | -                                                      | Elevado desenvolvimento humano | 0,897                           |
| -                                  | -                                                      | Médio desenvolvimento humano   | 0,698                           |
| -                                  | -                                                      | Baixo desenvolvimento humano   | 0,436                           |
| -                                  | -                                                      | Países de alta renda           | 0,936                           |
| -                                  | -                                                      | Países de renda média          | 0,776                           |
| -                                  | -                                                      | Países de baixa renda          | 0,570                           |

## Dados não-disponíveis
| Ano                      | Ano                     | País                            | IDH no último relatório |
| 2005 (publicado em 2007) | Ano do último relatório | País                            | IDH no último relatório |
| ------------------------ | ----------------------- | ------------------------------- | ----------------------- |
| -                        | (1993)                  | Afeganistão                     | 0,229                   |
| -                        | (1997)                  | Andorra                         | 0,944                   |
| -                        | (1998)                  | Gronelândia                     | 0,927                   |
| -                        | (1999)                  | Iraque                          | 0,567                   |
| -                        | (1998)                  | Kiribati                        | 0,515                   |
| -                        | (1993)                  | Libéria                         | 0,311                   |
| -                        | (1997)                  | Liechtenstein                   | 0,946                   |
| -                        | (1998)                  | Ilhas Marshall                  | 0,563                   |
| -                        | (1998)                  | Estados Federados da Micronésia | 0,569                   |
| -                        | (1997)                  | Mónaco                          | 0,946                   |

| Ano                      | Ano                     | País            | IDH no último relatório |
| 2005 (publicado em 2007) | Ano do último relatório | País            | IDH no último relatório |
| ------------------------ | ----------------------- | --------------- | ----------------------- |
| -                        | (1998)                  | Nauru           | 0,663                   |
| -                        | (1995)                  | Coreia do Norte | 0,766                   |
| -                        | (1998)                  | Palau           | 0,861                   |
| -                        | (1998)                  | Porto Rico      | 0,942                   |
| -                        | (1997)                  | San Marino      | 0,944                   |
| -                        | (2002)                  | Sérvia          | 0,772                   |
| -                        | (2001)                  | Somália         | 0,284                   |
| -                        | (1998)                  | Tuvalu          | 0,583                   |
| -                        | -                       | Vaticano        | n/d                     |